# ジム・モリス
ジェームス・サミュエル・"ジム"・モリス（James Samuel "Jim" Morris、1964年1月19日 - ）は元メジャーリーグの投手。アメリカ合衆国・テキサス州ブラウンウッド出身。左投左打。
1999年に35歳でメジャーリーグの入団テストを受けたことで知られ、その実話を基に映画『オールド・ルーキー』が制作された。

## 経歴
1983年にミルウォーキー・ブルワーズにドラフト1巡目で入団したが、肩の故障のためメジャーに昇格することなく1987年6月に解雇。翌1989年9月にシカゴ・ホワイトソックスと契約するが1か月で解雇され一旦は引退。
大学卒業後、テキサス州の高校で教師・野球部コーチをしていたが、打撃投手をしていたところ部員たちがあまりの速さに驚き、チームが地区大会で優勝したらプロテストを受けると部員たちと約束。チームが優勝したことで、約束通り35歳で入団テストを受けた。最速98mph（約157.7km/h）の速球がタンパベイ・デビルレイズのスカウトの目に留まり、マイナー契約を結んだ。1999年9月18日のテキサス・レンジャーズ戦で、1-6とリードされた8回裏にメジャー初登板を果たし、ロイス・クレイトンを空振り三振に打ち取った。
ワンポイントリリーフを中心にメジャー通算21試合に登板。最後の登板となったのは2000年5月9日にヤンキースタジアムで行われたニューヨーク・ヤンキース戦で、3-3で迎えた延長10回裏、1死満塁のピンチの場面で登板。ポール・オニールを押し出し四球で歩かせてしまい、チームはサヨナラ負けを喫した。同年オフ、デビルレイズから解雇され、その後ロサンゼルス・ドジャースと契約するが、故障のため引退した。
彼のデビューは「The Oldest Rookie」と称され、2002年にデニス・クエイド主演で「オールド・ルーキー」（原題「The Rookie」）として映画化された。ジム・モリス本人も審判役でカメオ出演している。映画は本人の実体験を基盤にしているが、随所に演出が施されている。映画ではスピード測定器のシーンがあるが、これは事実ではない。また、映画ではロイス・クレイトンを3球三振に打ち取っているが、実際は4球（空振り・空振り・ファウル・空振り）である。

## 年度別投手成績
| 年 度     | 球 団     | 登 板 | 先 発 | 完 投 | 完 封 | 無 四 球 | 勝 利 | 敗 戦 | セ 丨 ブ | ホ 丨 ル ド | 勝 率 | 打 者 | 投 球 回 | 被 安 打 | 被 本 塁 打 | 与 四 球 | 敬 遠 | 与 死 球 | 奪 三 振 | 暴 投 | ボ 丨 ク | 失 点 | 自 責 点 | 防 御 率 | W H I P |
| --------- | --------- | ----- | ----- | ----- | ----- | -------- | ----- | ----- | -------- | ----------- | ----- | ----- | -------- | -------- | ----------- | -------- | ----- | -------- | -------- | ----- | -------- | ----- | -------- | -------- | ------- |
| 1999      | TB        | 5     | 0     | 0     | 0     | 0        | 0     | 0     | 0        | 0           | ----  | 21    | 4.2      | 3        | 1           | 2        | 0     | 1        | 3        | 0     | 0        | 3     | 3        | 5.79     | 1.07    |
| 2000      | TB        | 16    | 0     | 0     | 0     | 0        | 0     | 0     | 0        | 0           | ----  | 48    | 10.1     | 10       | 1           | 7        | 1     | 0        | 10       | 1     | 0        | 9     | 5        | 4.35     | 1.65    |
| 通算：2年 | 通算：2年 | 21    | 0     | 0     | 0     | 0        | 0     | 0     | 0        | 0           | ----  | 69    | 15.0     | 13       | 2           | 9        | 1     | 1        | 13       | 1     | 0        | 12    | 8        | 4.80     | 1.47    |